# Live at the Jazz Café
Live at the Jazz Café je koncertní album britské skupiny ProjeKct One, jednoho z vedlejších projektů kapely King Crimson. Vydáno bylo v roce 1998, o rok později vyšlo též v rámci box setu The ProjeKcts. Deska je výběrem ze čtyř koncertů improvizací ProjeKctu One, které se konaly mezi 1. a 4. prosincem 1997 v klubu Jazz Café v londýnské části Camden Town. Obsahuje celkem devět skladeb, které jsou značeny tímto způsobem: „koncert, set, číslo improvizace“ – např. „4 ii 1“ znamená první improvizaci druhého setu na čtvrtém koncertě (4. prosince).

## Seznam skladeb
Všechny skladby napsal(i) Robert Fripp, Bill Bruford, Tony Levin a Trey Gunn. 
| Pořadí         | Název          | Délka |
| -------------- | -------------- | ----- |
| 1.             | 4 i 1          | 6:11  |
| 2.             | 4 ii 1         | 3:29  |
| 3.             | 1 ii 2         | 4:27  |
| 4.             | 4 ii 4         | 7:28  |
| 5.             | 2 ii 3         | 4:27  |
| 6.             | 3 i 2          | 8:14  |
| 7.             | 3 ii 2         | 6:32  |
| 8.             | 2 ii 4         | 4:27  |
| 9.             | 4 i 3          | 4:32  |
| Celková délka: | Celková délka: | 50:17 |

## Obsazení
- Bill Bruford – bicí, perkuse
- Robert Fripp – kytara
- Trey Gunn – Warr guitar
- Tony Levin – baskytara, Chapman Stick, syntezátor